# 壷田修
壷田 修（つぼた おさむ、1901年5月1日 - 1981年2月9日）は、日本の鉄道官僚、経営者。南海電気鉄道社長、会長を務めた。

## 経歴
三重県阿山郡上野町（現・伊賀市）出身。1926年、早稲田大学在学中に高等文官試験行政科に合格。1927年に早稲田大学政治経済学部を卒業し、同年に鉄道省に入省。札幌鉄道管理局、陸軍司政長官、運輸省での勤務を経て、1947年5月に退官し、同年6月に南海電気鉄道取締役に就任。
常務、専務を経て、1956年11月に副社長に就任し、1959年6月には社長に昇格。1966年10月に会長に就任し、1968年4月には顧問に就任。南海ホークスオーナーも務めた。
1974年11月に勲二等瑞宝章を受章。
1981年2月9日、急性肺炎のために死去。79歳没。